# The Guns of Navarone
The Guns of Navarone is een Britse-Amerikaanse oorlogsfilm uit 1961 onder regie van J. Lee Thompson. Het scenario is gebaseerd op de gelijknamige roman uit 1957 van de Schotse auteur Alistair MacLean.
De film bracht 28,9 miljoen dollar op. Hij werd onderscheiden met een Golden Globe voor de beste film.

## Plot
Enkele duizenden Britse militairen zitten vast op het eiland Leros (uitgesproken als 'Keros' in de film). Ze hebben geen voedsel en voorraden meer en het is slechts een kwestie van tijd voordat ze door de Duitsers gedood of gevangengenomen zullen worden. Hun enige hoop ligt bij een reddingsoperatie vanuit zee. De Britse marine is vastbesloten de soldaten van het eiland te redden. Het probleem is dat ze door een nauwe zeestraat vlak bij het eiland Navarone moeten passeren. Op Navarone staan twee Duitse radargeleide superkanonnen. De nauwkeurigheid van de kanonnen is zo groot dat geen enkel schip de zeestraat kan passeren of zelf tijdig de kanonnen kan beschieten en uitschakelen. De kanonnen staan opgesteld in een grot in een berg met een overhangende rotsrichel, zodat het eveneens onmogelijk is om de stelling te bombarderen met vliegtuigen.
De geheime dienst verzint een plan: een groep saboteurs wordt samengesteld om binnen zes dagen de kanonnen op te blazen.

## Rolverdeling
| Acteur         | Personage                    | Beschrijving |
| -------------- | ---------------------------- | --- |
| Gregory Peck   | Kapitein Keith Mallory       | Mallory is een uitstekende bergbeklimmer en spreekt vloeiend Grieks en Duits.                                                                       |
| Anthony Quinn  | Kolonel Andrea Stavros       | Stavros is kolonel uit het Griekse leger. Hij is een uitstekend soldaat en is op alles voorbereid. Hij heeft een goed gehoor en observatievermogen. |
| Anthony Quayle | Majoor Roy "Lucky" Franklin  | Een Britse majoor die leiding heeft over het team.                                                                                                  |
| David Niven    | Dusty Miller                 | Een Britse professor in de chemie en de explosievenexpert van het team                                                                              |
| James Darren   | Spiro Pappadimos             | Een geboren moordenaar. Zijn vader is de contactpersoon en leider van het verzet op Navarone.                                                       |
| Stanley Baker  | "Butcher of Barcelona" Brown | Een messenvechter en de technische specialist van het team.                                                                                         |

## Verhaal
De film begint met de aankomst van Mallory bij het hoofdkwartier. Hij wordt op de hoogte gebracht over de aankomende missie en wordt voorgesteld aan het team. Het team vermomt zich als Griekse vissers en vaart met een vissersboot op de Egeïsche zee op weg naar Navarone. Onderweg worden ze onderschept door een Duitse E-boot. Op het teken van Mallory vuren ze op de Duitsers en Miller blaast de E-boot op. Onderweg komt het bootje in een zware storm terecht. Het team vaart tussen de rotsen naar de bergwand die ze moeten beklimmen. Een grote golf verwoest het bootje en ze raken de medische en de voedselvoorraden kwijt.
In de storm beklimmen Mallory en Stavros de berg. Ze weten de Duitse bewaker te overmeesteren en van het klif af te gooien. De rest klimt naar boven. Franklin komt ten val en breekt zijn been. Het team maakt een geïmproviseerde brancard en Mallory neemt de leiding van Franklin over. Franklin probeert later zelfmoord te plegen om zo het team niet tot last te zijn. Mallory verhindert dat en vertelt hem dat de Britten het plan om de kanonnen op te blazen hebben opgegeven en een massale landing op de oostkant van het eiland zullen gaan uitvoeren.
Het team komt vervolgens in contact met Anna en Spiro's zus Maria van het verzet van Navarone. Maria vertelt dat haar vader opgepakt is door de Duitsers. Het team vertrekt in de richting van het dorpje Mandrakos. Onderweg worden ze aangevallen door Stuka's maar ze weten in een tunnel te vluchten. Ze ontdekken dat bij Franklins beenbreuk gangreen is ontstaan, en besluiten Franklin naar een dokter in het dorp te brengen.
In het dorp worden allen door de Duitsers opgepakt waarna ze naar het Duitse hoofdkwartier in Mandrakos worden gebracht. Door een list van Stavros weten ze de Duitsers te overmeesteren en hun uniformen te stelen. Mallory besluit Franklin achter te laten. Dit tot ongenoegen van Miller. Ze weten met een vrachtwagen uit het hoofdkwartier te ontsnappen.
De Duitsers geven Franklin waarheidsserum scopolamine en Franklin geeft hun "informatie" over de aankomende invasie en precies zoals Mallory gehoopt had plaatsen de Duitsers hun artillerie en manschappen op de zijde waar de "invasie" plaats gaat vinden.
Het team maakt voorbereiding voor de vernietiging van de kanonnen, als Miller komt en vertelt dat er een verrader in hun midden is, want de explosieven zijn onklaar gemaakt. Hij komt erachter dat Anna de verraadster is. Ze vertelt dat ze gedwongen is door de Duitsers nadat zij gruwelijk is gemarteld. Miller en Mallory ruziën over het lot van Anna maar Maria schiet haar dood voor haar verraad.
Het team splitst zich in drieën. Miller en Mallory gaan de kanonnen opblazen, Spiro en Stavros zullen als afleidingsmanoeuvre herrie schoppen in de stad, Maria en Brown gaan een boot stelen. Miller en Mallory weten door te dringen tot het zwaarverdedigde fort waar de kanonnen staan opgesteld. Ze sluiten de grote toegangsdeuren tot de grot waarbij ze een alarm in werking stellen. Miller plaatst de explosieven naast de kanonnen, en plaatst ook nog een explosief in de toegangslift, dat af zal gaan op het moment dat de lift naar beneden komt. De Duitsers breken door de toegangsdeur heen en komen de grot in. Miller en Mallory springen de zee in en hoewel Miller niet kan zwemmen weet hij met hulp van Mallory aan boord van de boot te komen. Daar ontdekken ze dat Brown is doodgestoken door de Duitse matroos die nog aan boord was. Mallory haalt Stavros uit het water omdat deze gewond is geraakt en moeite heeft met zwemmen. Hij vertelt dat Spiro is omgekomen. Ze varen naar de Britse torpedobootjagers die eraan komen.
De Duitsers verwijderen met succes de explosieven van de kanonnen en ontdekken de aankomende torpedobootjagers. Ze vuren de kanonnen af en weten bijna het voorste schip te raken. Het schip zwenkt naar rechts en de kanonnen vuren nogmaals. Wederom missen de Duitsers net het schip. Als de Duitsers voor de derde maal willen vuren ontploft de lading in de lift waarbij de complete grot wordt opgeblazen. De kanonnen vallen door de explosies in zee. Franklin ligt in een Duits hospitaal en glimlacht als hij ziet dat de kanonnen zijn vernietigd.
Mallory en Miller gaan aan boord van een torpedobootjager en Stavros vertelt dat hij samen met Maria (op wie hij verliefd geworden is) zal terugkeren naar Navarone.

## Rolverdeling
| Acteur                  | Personage     |
| ----------------------- | ------------- |
| Gregory Peck            | Mallory       |
| David Niven             | Miller        |
| Anthony Quinn           | Andrea        |
| Stanley Baker           | Brown         |
| Anthony Quayle          | Franklin      |
| James Darren            | Pappadimos    |
| Irene Papas             | Maria         |
| Gia Scala               | Anna          |
| James Robertson Justice | Jensen (stem) |
| Richard Harris          | Barnsby       |
| Bryan Forbes            | Cohn          |
| Allan Cuthbertson       | Baker         |
| Michael Trubshawe       | Weaver        |
| Percy Herbert           | Grogan        |
| George Mikell           | Sessler       |
| Walter Gotell           | Muesel        |

## Productie

### Scenario
Producent Carl Foreman schreef ook het scenario voor de film. Foreman was een Amerikaan en stond in de VS op de zogenaamde zwarte lijst wegens vermeende communistische sympathieën. Omdat hij in Amerika door de filmstudio's werd geboycot was Foreman uitgeweken naar Engeland. Het scenario van Foreman week op belangrijke punten af van het boek van Alistair MacLean. In het boek komt bijvoorbeeld Majoor Roy Franklin niet voor; in de film is hij de leider van de expeditie in plaats van Keith Mallory. De Mallory in het boek is een bergbeklimmer uit Nieuw-Zeeland, terwijl in de film de nationaliteit van Mallory in het midden gelaten wordt. (Gregory Peck die de rol van Mallory vertolkte, weigerde met een Engels accent te praten.) Dusty Miller, de Amerikaanse explosievenexpert, is in het scenario een Britse scheikundeprofessor geworden, terwijl de milde Schotse communicatie-expert Casey Brown werd getransformeerd tot 'butcher' Brown, een bloeddorstige messentrekker. Het personage luitenant Stevens, een collega bergbeklimmer van Mallory, verdween zelfs geheel. Zijn rol werd ingenomen door Roy Franklin.
Andere veranderingen betroffen de plot. MacLeans boeken staan erom bekend dat er geen seks of romantiek in voorkomt. Ook ontbreken de vrouwenrollen vaak. De schrijver vond dat al die 'romantische onzin' het ritme uit zijn verhalen haalde. Foreman moest echter rekening houden met de vrouwelijke bioscoopbezoeker en introduceerde twee vrouwenrollen: Maria en Anna, en een romance (tussen Andrea en Maria). Het personage van de verrader werd ook gewijzigd en waargenomen door Anna. Het scenario werd regelmatig gewijzigd en wel zo vaak dat het Gregory Peck op zijn zenuwen begon te werken. Op een dag liep hij naar Foreman toe en gaf zijn eigen verkorte versie van het scenario:
"David Niven houdt eigenlijk van Anthony Quayle en Gregory Peck van Anthony Quinn. Quayle breekt zijn been en gaat naar het ziekenhuis. Quinn wordt verliefd op Irene Papas en Niven en Peck krijgen elkaar van weeromstuit en leven nog lang en gelukkig".
Foreman kon er wel om lachen.

### Acteurs
Na de voltooiing van het scenario zette Foreman zich aan de taak om de juiste acteurs te vinden. De rol van Andrea Stavros ging naar Anthony Quinn, de eerste keus van de producent. Ook de selectie van Anthony Quayle voor de rol van Major Roy Franklin vormde geen probleem. Quayle was een voormalig officier van de Britse SOE, en had in Albanië opgetreden als liaison-officier tussen het Albanese verzet en de Britse geheime dienst.
Meer problemen waren er met de rol van Mallory. Rock Hudson werd even overwogen maar viel af. Ook Cary Grant was een optie maar Foreman vond hem met zijn 56 jaar te oud. William Holden vroeg 750.000 dollar en 10% van de winst, waarna Foreman hem liet vallen en Gregory Peck koos voor de rol.
De rol van Miller gaf ook problemen. Aanvankelijk was Kenneth More uitverkoren. Maar More beledigde het hoofd van de Rank Studios, John Davis, tijdens een BAFTA-diner en werd ontslagen. Dean Martin en Alec Guinness waren in de running, totdat David Niven de rol kreeg. Niven was eigenlijk te oud voor de rol en zelf voelde hij zich erg ongemakkelijk in de rol van een korporaal. Uiteindelijk vond hij zijn vertolking van Miller een van zijn beste rollen.
De rol van 'Butcher' Brown, een kleine rol, ging naar Stanley Baker, een van de meest populaire Britse filmsterren uit die tijd. Baker had graag de rol van Mallory gespeeld, maar nam genoegen met de kleine rol van Brown omdat hij dolgraag in de film wilde meespelen. Omdat Baker niet goed kon opschieten met rest van de acteurs ontstond het gerucht dat hij jaloers was op Gregory Peck die met de hoofdrol ging strijken.
De rol van Spyros Pappadimos ging naar een ander idool van eind jaren vijftig: James Darren wilde met zijn rol in een oorlogsfilm afstand nemen van zijn imago als tieneridool.

### Locaties
Ondanks het feit dat zowel in het boek als in de film wordt gesuggereerd dat The Guns of Navarone op ware feiten berust, bestaat het eiland Navarone niet. Ook waren er geen grote radargestuurde kanonnen op de Griekse eilanden. MacLean baseerde zich op de Dodecanese campagne in de Egeïsche Zee in 1943, toen de Britse marine bezig was met de herovering van de Griekse eilanden. De slag om Leros stond model voor de reddingsoperatie van de ingesloten Britse strijdmacht.
Omdat Navarone niet bestond werd voor de filmopnamen uitgeweken naar het Griekse eiland Rodos. Andere scènes werden opgenomen op de eilanden Gozo (nabij Malta) en Tino, bij Palmaria. Anthony Quinn was zo onder de indruk van Rhodos dat hij er land aankocht bij een baai.

### Opnames
De film begon onder een slecht gesternte. Regisseur Alexander Mackendrick werd na een aantal meningsverschillen met Carl Foreman ontslagen en vervangen door J. Lee Thompson. Ook de sterren van de film leken aanvankelijk met elkaar in conflict te zijn. Er waren in het begin spanningen tussen Gregory Peck en Quinn, maar die verdwenen al snel toen de twee tijdens opnamepauzes gingen schaken. Anthony Quinn had de reputatie een moeilijk acteur te zijn om mee te werken, maar de opnames verliepen na de beginstrubbelingen zonder problemen.
Echte problemen ontstonden toen David Niven ernstig ziek werd tijdens de opnames. Hij had uren in een poeltje water gelegen en was onderkoeld geraakt. Hij moest met spoed naar het ziekenhuis en balanceerde op het randje van de dood. Tijdens de weken van zijn ziekbed maakte de regisseur allerlei opnames voor de scène in de grot, waar Miller en Mallory de kanonnen gaan opblazen. Omdat Niven hier een groot aandeel in had, kon een aantal scènes niet worden voltooid. Toen het er naar uitzag dat Niven zou overlijden werd zelfs overwogen het project te stoppen of Niven te vervangen door een andere acteur. Dat laatste zou betekenen dat alle opnames die al gemaakt waren met Niven overgedaan moesten worden. Niven herstelde echter op tijd en kon zijn plaats weer innemen.
De film had een budget van zes miljoen dollar en was daarmee destijds een van de duurste films ooit gemaakt. Toch gebruikte de speciale effecten-afdeling veel simpele oplossingen. Voor de opnames in de 'schoorsteen' - de verticale gang in de rotswand - werd een geschilderd doek op de vloer uitgelegd. De acteurs 'klimmen' dus eigenlijk 'omhoog' over de vloer van de studio.
Foreman was ook creatief in het verkrijgen van figuranten. Een aantal leden van de Griekse koninklijke familie die langskwamen op de set werd met hun gevolg ingezet als figuranten in de caféscène. Via zijn contacten met de familie kon Foreman beschikken over twaalf torpedobootjagers van de Griekse marine en duizend infanteristen uit het leger als figuranten. Ook schroomde de producent niet om diverse opnames meerdere keren in de film te gebruiken. Zo is de caféscène waar de ober twee mensen aan een tafeltje bedient enige tijd later weer te zien. Ook de close-up-opname van de dansende bruid is later nog een keer te zien.

## Anachronismen en onnauwkeurigheden
Veel films die spelen in de Tweede Wereldoorlog lijden aan het feit dat weinig originele voertuigen de oorlog overleefd hebben. Met name Duitse voertuigen vielen ten prooi aan de sloophamer. In de jaren zestig en zeventig namen de producenten om die reden genoegen met Amerikaans of Brits materiaal. Als bijvoorbeeld Mallory in de beginscènes van de film naar een vliegramp kijkt, is rechts een Dodge-vrachtauto uit 1960 te zien. De naam Dodge duikt weer op als het team van Mallory na hun tocht op de kliffen wegvlucht met gestolen Duitse vrachtauto's. Op de achterkant van de 'Duitse' voertuigen staat de naam Dodge. Vrijwel alle Duitse voertuigen die in de film worden gebruikt zijn in werkelijkheid Dodge-vrachtauto's en wel de T124- en T125-series. Deze vrachtauto's werden wel gebruikt in de Tweede Wereldoorlog maar niet aan Duitse zijde. Dit geldt ook voor de tanks. Amerikaanse M24 Chaffee-tanks moeten Duitse tanks verbeelden. De Chaffee werd overigens pas tegen het einde van de Tweede Wereldoorlog (eind 1944) ingezet en zeker niet in 1943. Ook de Amerikaanse pantserwagen M8 Greyhound, moet voor een Duits voertuig doorgaan.
Ook originele schepen waren kennelijk niet beschikbaar. Een Britse HDML (Harbour Defence Motor Launch) moet doorgaan voor de Duitse Schnellboot die het schip van Mallory en zijn mannen aanhoudt. Zelfs de Britten ontkomen niet aan de Amerikaanse invloed. De meeste van de "Britse" torpedobootjagers die aan het begin van de film te zien zijn, zijn Amerikaanse schepen die aan de Griekse marine waren verkocht.
Daarnaast zijn er nogal wat onnauwkeurigheden met betrekking tot het Duitse leger. Een Duitse officier is bewapend met een Britse stengun in plaats van de beruchte Duitse MP38/40. Ook zien we Duitse pioniers de grote kanonnen op explosieven controleren met een mijndetector. Dit apparaat reageert op metaal.
Het team wordt regelmatig geconfronteerd met de Hauptsturmführer Sessler van de SS die regelmatig wordt aangesproken als Hauptmann. Hauptmann is echter de rang van kapitein bij de Duitse Wehrmacht. Een SS-kapitein werd aangesproken met Hauptsturmführer. Sessler draagt daarbij de verkeerde onderscheidingstekens. Een Hauptsturmführer had drie zilveren stippen boven vier witte strepen op zijn kraag, Sessler heeft slechts twee witte strepen onder de stippen. Deze onderscheidingstekens werden gedragen door officieren met de rang van Obersturmführer, een eerste luitenant. Een andere fout is dat de Duitse adelaar niet op zijn linkermouw is afgedrukt. Dit onderscheidde de SS van de Wehrmacht. De Wehrmacht had ook een andere manier van marcheren dan in de film. Nu lijkt het alsof een Brits detachement komt aanmarcheren in een snel marstempo met zwaaiende armen. Het taalgebruik van de Duitsers in de film is vaak een soort steenkolenduits.

## Prijzen
- Golden Globe Award voor Best Motion Picture – Drama
- Golden Globe Award voor Best Original Score - Motion Picture (Dimitri Tiomkin)
- Academy Award Best Effects, Special Effects (Bill Warrington & Chris Greenham)

## Vervolg
In 1968 schreef Alistair MacLean een vervolg op The Guns of Navarone onder de titel Force 10 from Navarone. In 1978 werd ook dit boek verfilmd, dit keer door Guy Hamilton met Robert Shaw als Mallory en Edward Fox als Miller. Harrison Ford speelde een Amerikaanse officier. De film flopte in de bioscopen.